# We've Got Everything
«We've Got Everything» es la séptima canción del álbum We Were Dead Before the Ship Even Sank, de la banda Modest Mouse, y se espera que sea el tercer sencillo de dicho álbum. James Mercer de The Shins hace coros en esta canción. El 13 de junio del 2007, un video animado dirigido por el ganador de Best Film de mtvU en Campus Modest Mouse Video Contest, Joe Stakun, para el video de We've Got Everything, estuvo en el MTV Battle of Videos.